# 斑脊冠網蝽
斑脊冠網蝽（学名：Stephanitis aperta）为網蝽科冠網蝽屬下的一个种。